# Rappresentazione matriciale delle coniche
In geometria, una sezione conica può essere rappresentata in forma matriciale, ossia attraverso l'impiego di matrici.

## Invarianti delle coniche
È possibile definire tre valori associati ad ogni conica, che si definiscono invarianti.
Data una conica di equazione:
{\displaystyle \Gamma \left(x,y\right):ax^{2}+2bxy+cy^{2}+2dx+2ey+f=0\;}
è possibile associare due matrici A e B:
{\displaystyle A={\begin{bmatrix}a&b&d\\b&c&e\\d&e&f\end{bmatrix}},B={\begin{bmatrix}a&b\\b&c\end{bmatrix}}}
da cui vengono calcolati tre numeri:
- l'invariante cubico {\displaystyle I_{3}}, determinante della matrice {\displaystyle A}:

{\displaystyle I_{3}=\det(A)=\det {\begin{bmatrix}a&b&d\\b&c&e\\d&e&f\end{bmatrix}}} = {\displaystyle a(cf-e^{2})-b(bf-de)+d(be-cd)\;}
- l'invariante quadratico {\displaystyle I_{2}}, determinante della matrice {\displaystyle B}:

{\displaystyle I_{2}=\det(B)=\det {\begin{bmatrix}a&b\\b&c\end{bmatrix}}}  =  {\displaystyle ac-b^{2}}
- l'invariante lineare {\displaystyle I_{1}}, traccia della matrice {\displaystyle B}:

{\displaystyle I_{1}=\operatorname {tr} {\begin{bmatrix}a&b\\b&c\end{bmatrix}}}  = {\displaystyle a+c}
L'appellativo "invariante" deriva dal fatto che applicando alla conica una traslazione qualsiasi e/o una rotazione qualsiasi, questi numeri non cambiano.
Gli appellativi "cubico", "quadratico" e "lineare" derivano dal fatto che moltiplicando entrambi i membri dell'equazione della conica per un numero reale non nullo p, gli invarianti risultano moltiplicati rispettivamente per {\displaystyle p^{3}}, {\displaystyle p^{2}} e {\displaystyle p}.
Data l'equazione della conica {\displaystyle \Gamma (x,y)=0}, detti {\displaystyle I_{3}}, {\displaystyle I_{2}} e {\displaystyle I_{1}} gli invarianti di tale conica e detti {\displaystyle I_{3}'}, {\displaystyle I_{2}'} e {\displaystyle I_{1}'} gli invarianti della conica di equazione {\displaystyle p\cdot \Gamma (x,y)=0} con {\displaystyle p\neq 0}, si hanno le seguenti identità:
{\displaystyle I_{3}'=p^{3}I_{3}} (invariante cubico)
{\displaystyle I_{2}'=p^{2}I_{2}} (invariante quadratico)
{\displaystyle I_{1}'=pI_{1}} (invariante lineare)

## Classificazione metrica delle coniche
Basandosi sugli invarianti è possibile classificare le coniche, e quindi stabilire che tipo di oggetto sia, se:
- {\displaystyle I_{3}=0} la conica è degenere e, in particolare, se:
  - {\displaystyle I_{2}<0}, si riduce a due rette reali distinte
  - {\displaystyle I_{2}=0}, si riduce a 
    - coppia di rette reali distinte parallele oppure complesse coniugate senza punti comuni (rango matrice completa =2)
    - coppia di rette reali coincidenti (rango matrice completa =1)

  - {\displaystyle I_{2}>0}, si riduce a due rette immaginarie coniugate.
- {\displaystyle I_{3}\neq 0} la conica è non degenere e, in particolare, se:
  - {\displaystyle I_{2}<0} è un'iperbole
    - equilatera se {\displaystyle I_{1}=0}
    - non equilatera se {\displaystyle I_{1}\neq 0}

  - {\displaystyle I_{2}=0} è una parabola
  - {\displaystyle I_{2}>0} è un'ellisse
    - reale se è {\displaystyle I_{1}I_{3}<0}
    - immaginaria se è {\displaystyle I_{1}I_{3}>0}

Ad esempio, la conica di equazione:{\displaystyle x^{2}-x=0}, avendo {\displaystyle I_{3}=0} e {\displaystyle I_{2}<0}, è una conica degenere in due rette reali distinte:
{\displaystyle x=0} e {\displaystyle x=1}.

## Riduzione di una conica a forma canonica
Essendo fornita l'equazione di una conica del tipo
{\displaystyle ax^{2}+2bxy+cy^{2}+2dx+2ey+f=0\;}
è possibile agire sui coefficienti, tramite gli invarianti, per ottenere la forma canonica della conica.
Per forma canonica di una conica, si intende:
- per l'ellisse: deve avere come centro l'origine degli assi cartesiani e i suoi fuochi devono essere sull'asse {\displaystyle x\;} o sull'asse {\displaystyle y\;}
- per la parabola: deve avere vertice nell'origine e come asse uno degli assi cartesiani
- per l'iperbole: deve avere centro nell'origine degli assi e i fuochi devono appartenere all'asse {\displaystyle x\;} o all'asse {\displaystyle y\;}.

In generale un'equazione del tipo:{\displaystyle ax^{2}+2bxy+cy^{2}+2dx+2ey+f=0\;}, fornisce una conica rototraslata rispetto all'origine degli assi: bisogna quindi ruotare la conica (1º passo) e poi traslarla fino a portare il centro o il vertice nell'origine (2º passo).
- 1º passo: la rotazione della conica si ottiene tramite l'annullamento del coefficiente di {\displaystyle xy\;}, cioè {\displaystyle 2b\;}.

Dopo questa operazione, la conica si riduce nella forma {\displaystyle \lambda _{1}x^{2}+\lambda _{2}y^{2}+2dx+2ey+f=0\;}, in cui {\displaystyle \lambda _{1}\;} e {\displaystyle \lambda _{2}\;} si ottengono nel seguente modo: bisogna diagonalizzare la matrice
{\displaystyle B={\begin{bmatrix}a&b\\b&c\end{bmatrix}}}
e si otterrà la matrice
{\displaystyle B'={\begin{bmatrix}\lambda _{1}&0\\0&\lambda _{2}\end{bmatrix}}}
con {\displaystyle \lambda _{1}\;} e {\displaystyle \lambda _{2}\;} autovalori della matrice diagonale.
{\displaystyle \lambda _{1}\;} e {\displaystyle \lambda _{2}\;} sono i coefficienti dei termini quadratici dell'equazione della conica. Nel caso della parabola, o {\displaystyle \lambda _{1}\;} o {\displaystyle \lambda _{2}\;} sarà nullo, in quanto nell'equazione è presente un solo termine quadratico.
- 2º passo: con la traslazione, se la conica è a centro (un'ellisse o un'iperbole), si ottiene un'equazione del tipo: {\displaystyle \lambda _{1}x^{2}+\lambda _{2}y^{2}+\lambda _{3}=0\;} in cui {\displaystyle \lambda _{1}\;} e {\displaystyle \lambda _{2}\;} sono i valori ricavati con il passo precedente, mentre {\displaystyle \lambda _{3}\;} si ottiene nella maniera seguente:

{\displaystyle \lambda _{3}={\frac {I_{3}}{I_{2}}}\;} .
Se la conica è una parabola, si ottiene un'equazione del tipo: {\displaystyle \lambda _{1}x^{2}+2\lambda _{3}y=0\;} in cui: {\displaystyle \lambda _{1}\;} è l'autovalore non nullo e
{\displaystyle \lambda _{3}=\pm {\sqrt {\left|{\frac {I_{3}}{\lambda _{1}}}\right|}}\;}
con {\displaystyle I_{3}} invariante cubico.
Notiamo esplicitamente che per le parabole: {\displaystyle \lambda _{1}=I_{1}=a+c\;}

### Esempi

#### Ellisse

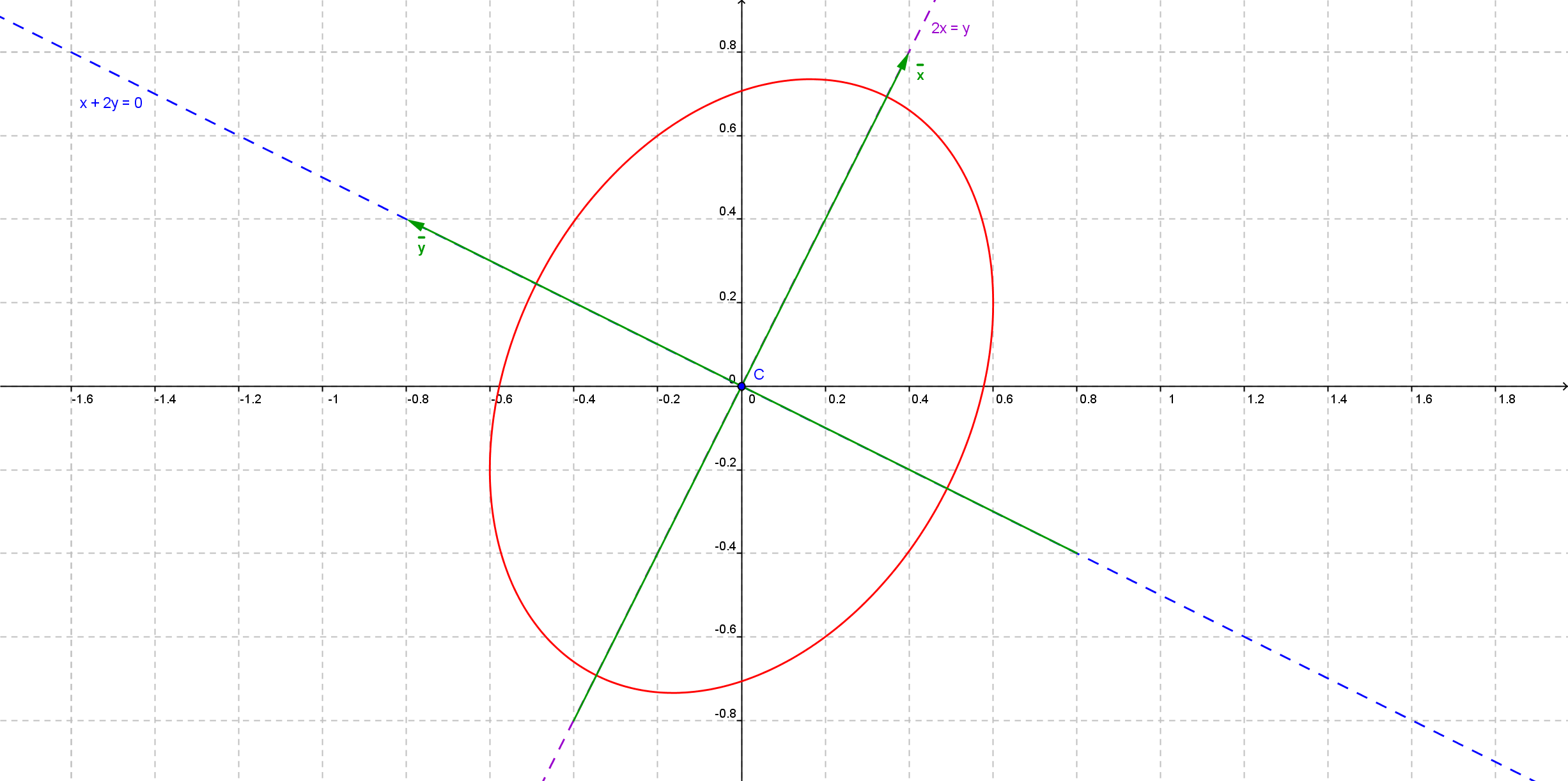
Conica di equazione

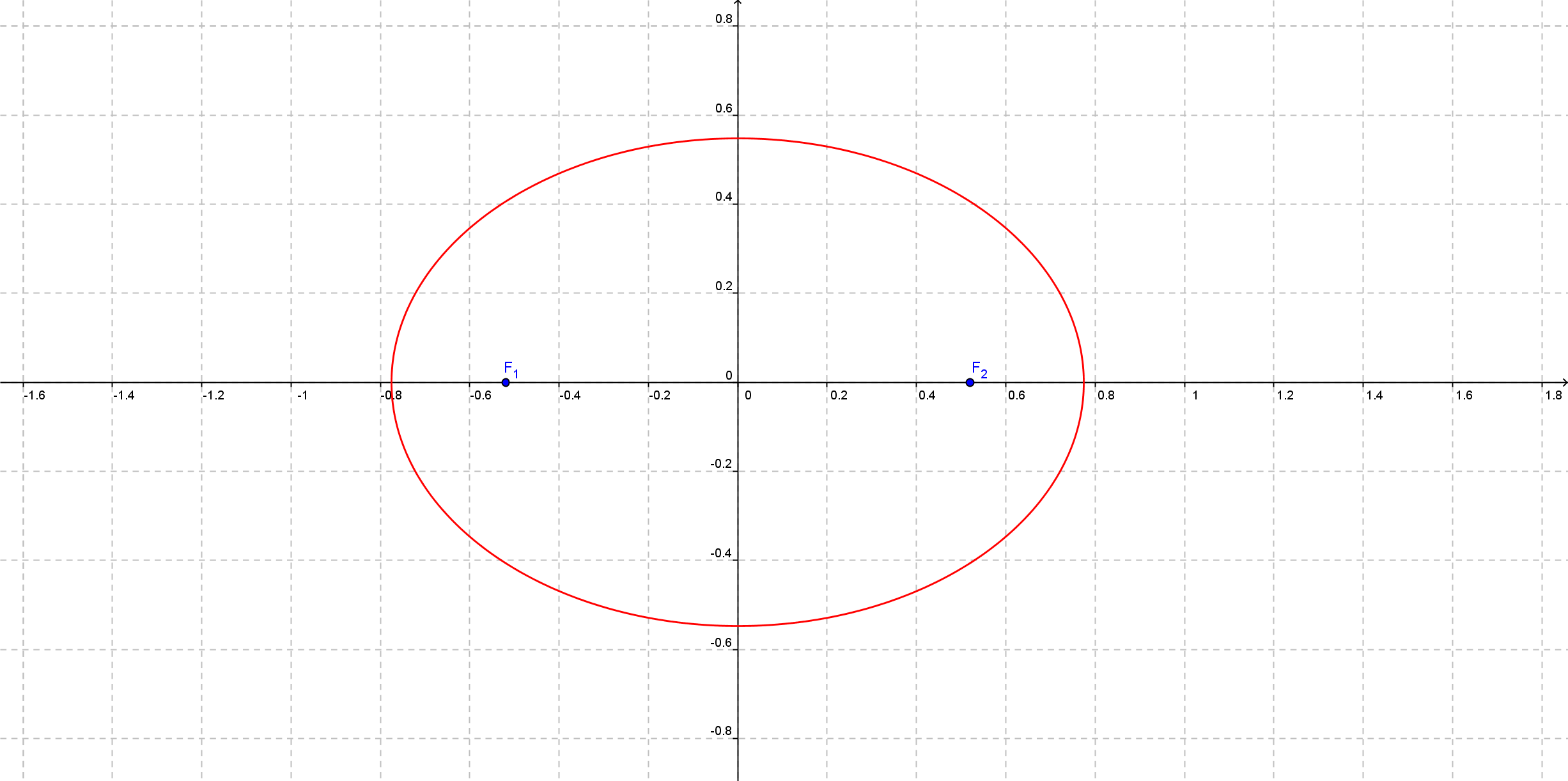
Canonica della conica

È data la conica di equazione {\displaystyle \Gamma (x,y)=9x^{2}-4xy+6y^{2}-3=0}; studiando i determinanti di {\displaystyle A} e {\displaystyle B} scopriamo che è un'ellisse. Controllando le derivate parziali dell'equazione, mettendole a sistema ed uguagliandole a 0, otteniamo l'attuale centro dell'ellisse:
{\displaystyle \left\{{\begin{matrix}{\partial \Gamma  \over \partial x}=18x-4y=0\\{\partial \Gamma  \over \partial y}=-4x+12y=0\end{matrix}}\right.\Rightarrow C(0,0)}
Poiché il centro si trova già nell'origine non ci sarà bisogno di traslare la conica. Per ottenere la forma canonica dobbiamo ruotare la conica diagonalizzando {\displaystyle B}; gli autovalori della forma quadratica sono 5 e 10 e gli autovettori rispettivi sono (1,2) e (-2,1). Incolonnando questi autovettori opportunamente normalizzati in una matrice {\displaystyle P} otteniamo una matrice di rotazione (destrorsa, poiché {\displaystyle det(P)=1}):
{\displaystyle P={\begin{bmatrix}{1 \over {\sqrt {5}}}&{-2 \over {\sqrt {5}}}\\{2 \over {\sqrt {5}}}&{1 \over {\sqrt {5}}}\end{bmatrix}}=\left({\frac {1}{\sqrt {5}}}\right){\begin{bmatrix}1&-2\\2&1\end{bmatrix}}}
Poiché {\displaystyle (x,y)^{T}=P({\tilde {x}},{\tilde {y}})^{T}}, si può scrivere:
{\displaystyle \left\{{\begin{matrix}x={\frac {1}{\sqrt {5}}}({\tilde {x}}-2{\tilde {y}})\\y={\frac {1}{\sqrt {5}}}(2{\tilde {x}}+{\tilde {y}})\end{matrix}}\right.}
Andando a sostituire nell'equazione originale della conica otteniamo la nuova equazione {\displaystyle 5{\tilde {x}}^{2}+10{\tilde {y}}^{2}-3=0}, che è la stessa conica di partenza ruotata però in maniera da avere i fuochi (in questo caso) sull'asse {\displaystyle x}. La forma canonica della nostra conica è {\displaystyle {5 \over 3}X^{2}+{10 \over 3}Y^{2}=1}, con fuochi {\displaystyle F_{1}=\left(-{\sqrt {\frac {3}{10}}},0\right),F_{2}=\left({\sqrt {\frac {3}{10}}},0\right)}

#### Iperbole

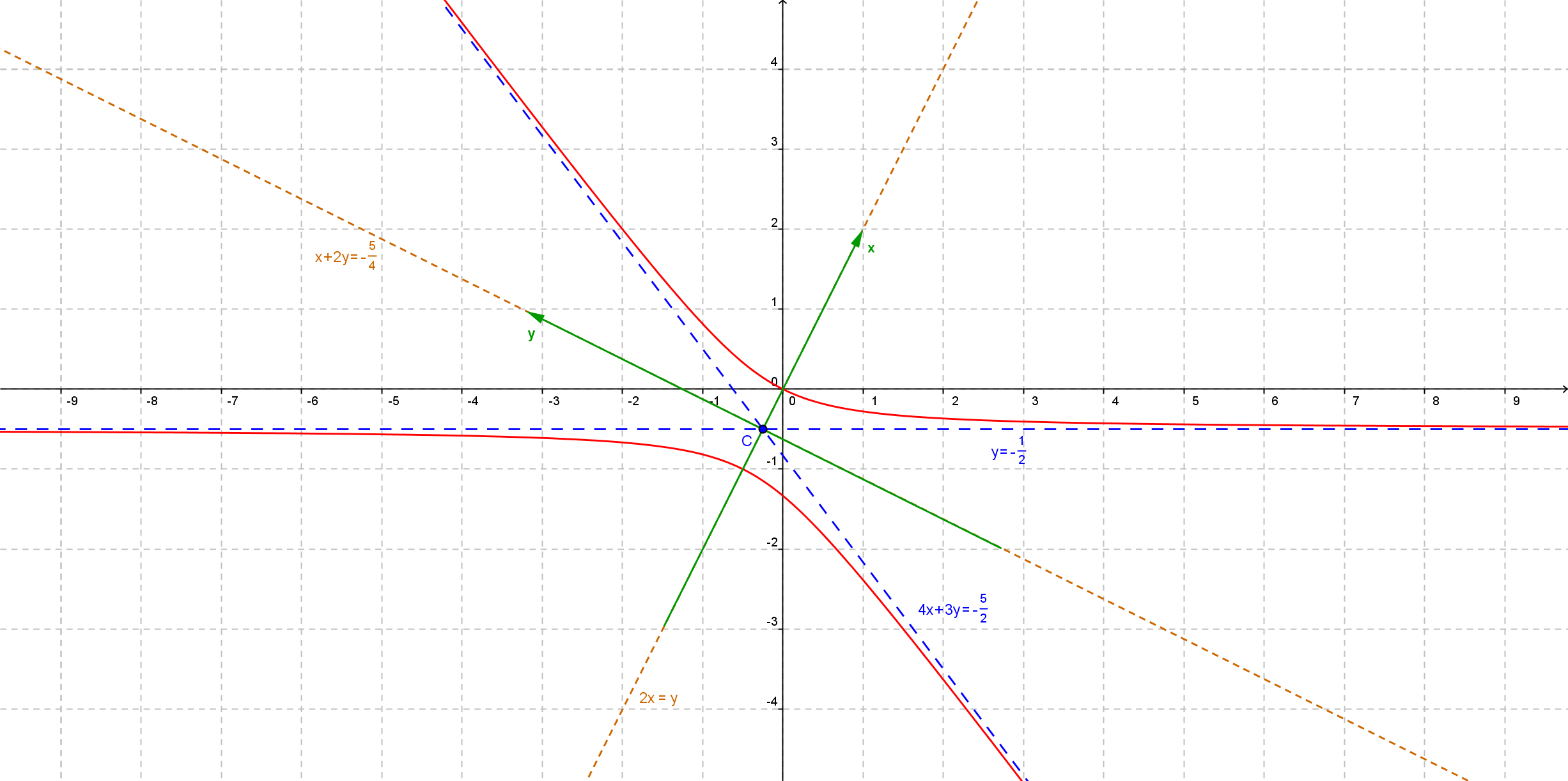
Conica di equazione

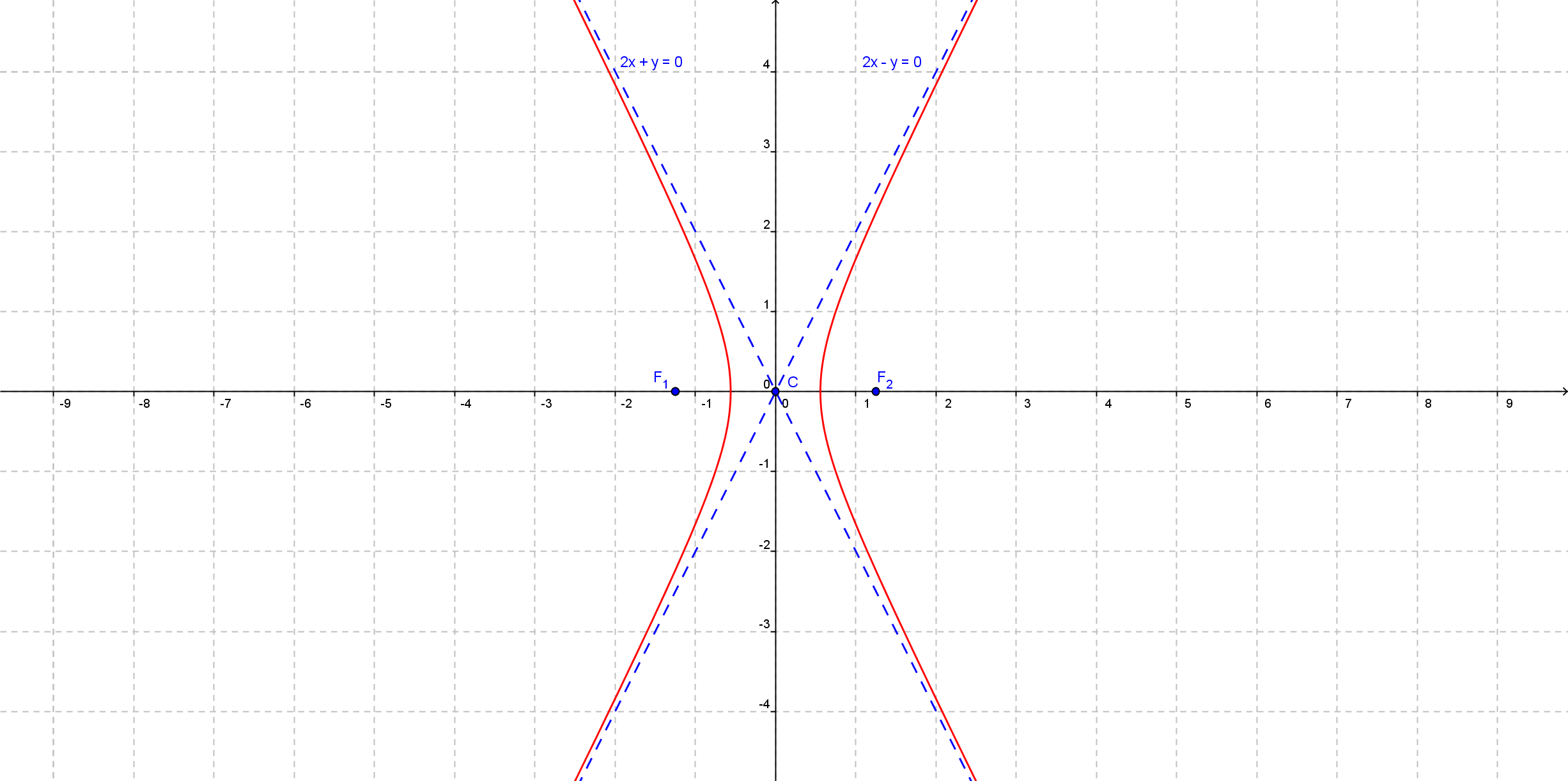
Canonica della conica

È data la conica di equazione {\displaystyle \Gamma (x,y)=4xy+3y^{2}+2x+4y=0}; studiando i determinanti di {\displaystyle A} e {\displaystyle B} scopriamo che è un'iperbole. Controllando le derivate parziali dell'equazione, mettendole a sistema ed uguagliandole a 0, otteniamo l'attuale centro dell'iperbole:
{\displaystyle \left\{{\begin{matrix}{\partial \Gamma  \over \partial x}=4y+2=0\\{\partial \Gamma  \over \partial y}=4x+6y+4=0\end{matrix}}\right.\Rightarrow C\left(-{\frac {1}{4}},-{\frac {1}{2}}\right)}
Gli asintoti sono le rette passanti per {\displaystyle C} parallele a quelle ottenute scomponendo la forma quadratica della conica:
{\displaystyle 4xy+3y^{2}=y(4x+3y)}

{\displaystyle \Rightarrow r_{1}:y=-{\frac {1}{2}}}

{\displaystyle \Rightarrow r_{2}:4x+3y=4\left(-{\frac {1}{4}}\right)+3\left(-{\frac {1}{2}}\right)=-{\frac {5}{2}}}
Per ottenere la forma canonica si può impiegare la formula
{\displaystyle \lambda _{1}X^{2}+\lambda _{2}Y^{2}+\left({\frac {I_{3}}{I_{2}}}\right)=0},
con {\displaystyle \lambda _{1}=4,\lambda _{2}=-1} autovalori di {\displaystyle B} ed è:
{\displaystyle 4X^{2}-Y^{2}-{\frac {5}{4}}=0}
I nuovi asintoti sono le due rette aventi forma {\displaystyle x=y\left({\frac {-b\pm {\sqrt {b^{2}-4ac}}}{2a}}\right)} e passanti per l'origine:
{\displaystyle r'_{1}:x={\frac {y}{2}}}

{\displaystyle r'_{2}:x=-{\frac {y}{2}}}
I fuochi della forma canonica hanno forma {\displaystyle (\pm {\sqrt {a^{2}+b^{2}}},0)} e sono dunque:
{\displaystyle F_{1}=\left(-{\frac {5}{4}},0\right)}

{\displaystyle F_{2}=\left({\frac {5}{4}},0\right)}

#### Parabola

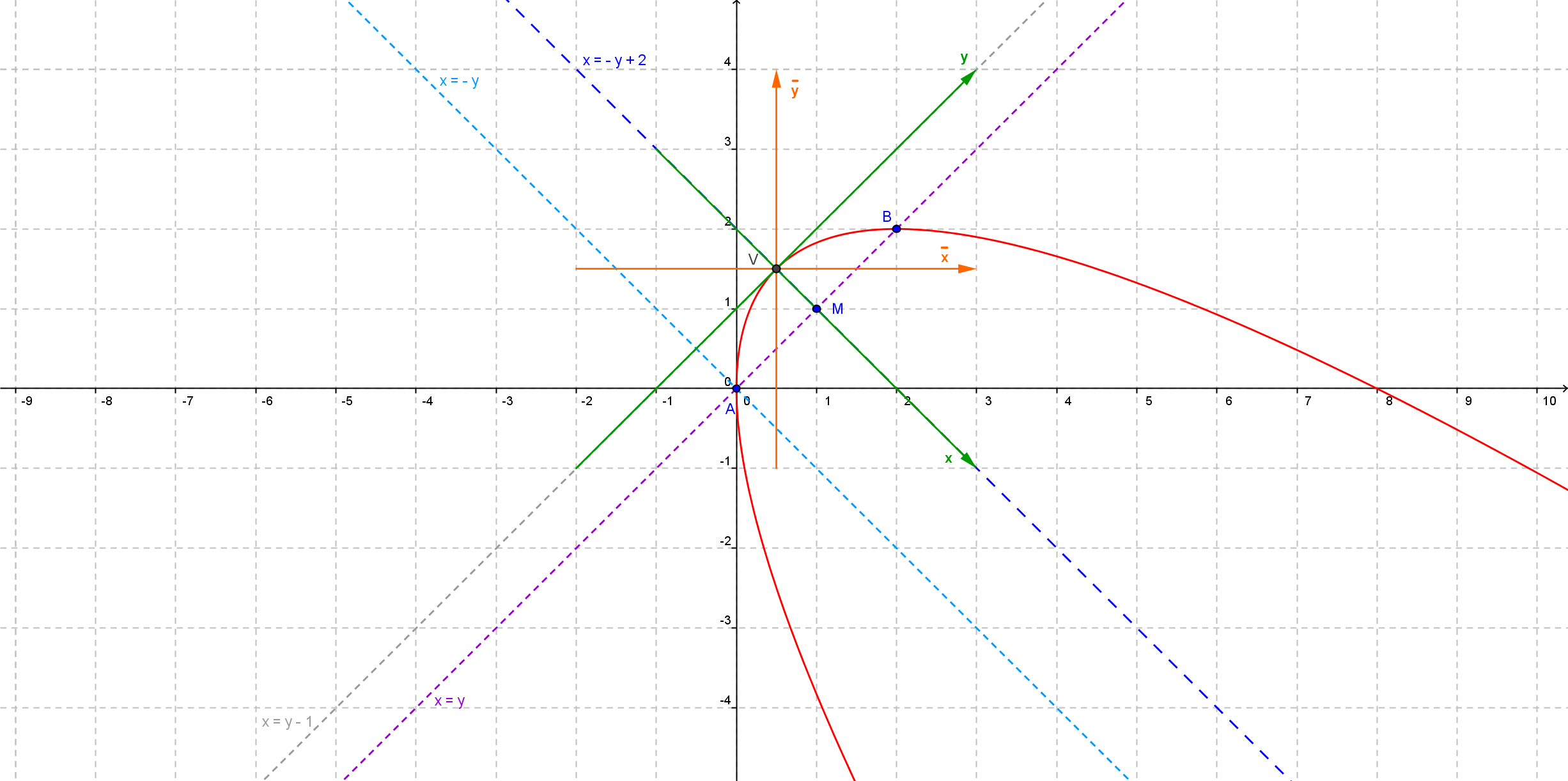
Conica di equazione

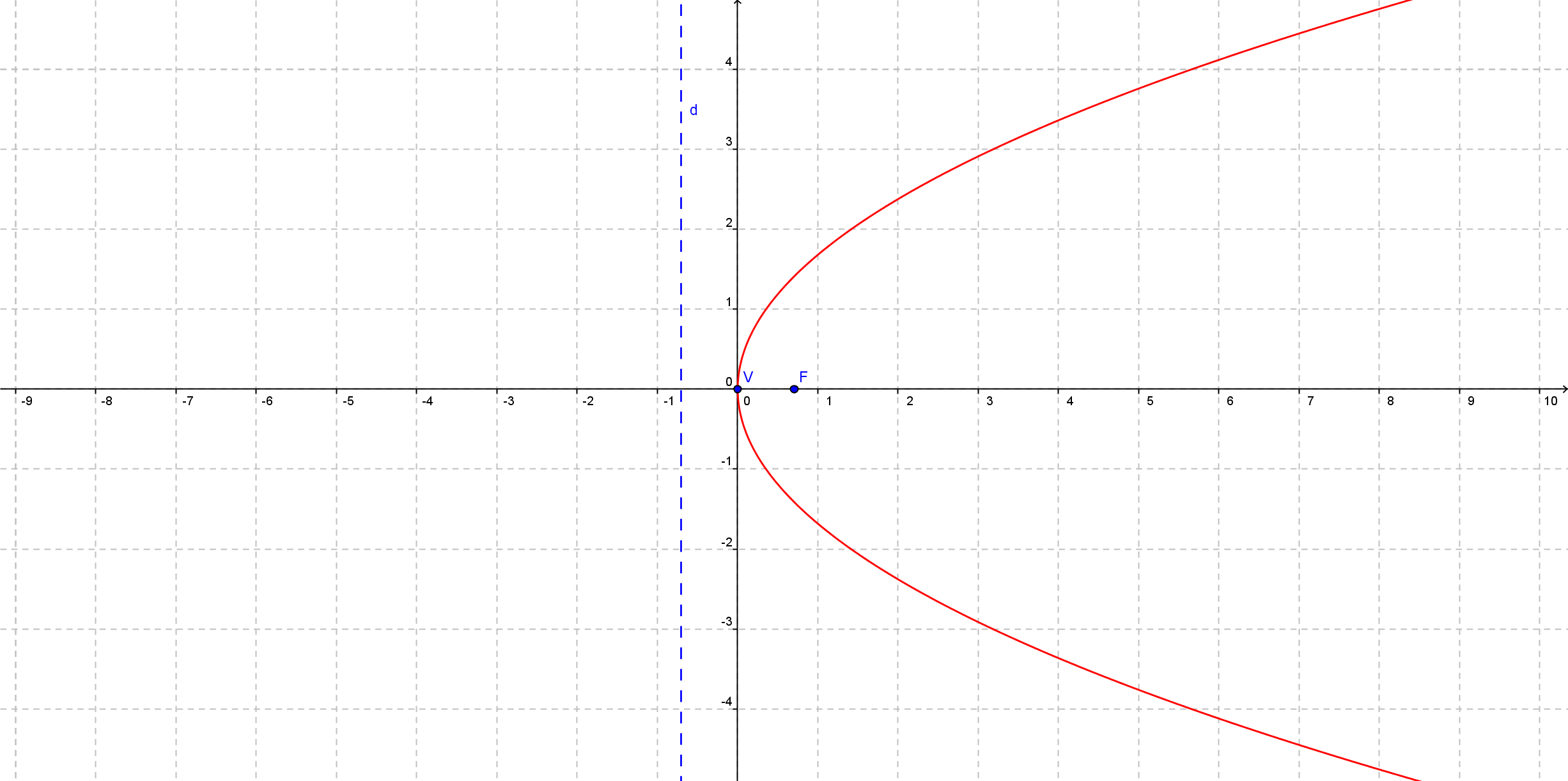
Canonica della conica

È data la conica di equazione {\displaystyle \Gamma (x,y)=x^{2}+2xy+y^{2}-8x=0}; studiando {\displaystyle I_{3}} e {\displaystyle I_{2}} scopriamo che è una parabola. Diagonalizzando {\displaystyle B} troviamo come autovalori 0 e 2 e come autovettori rispettivi (1,-1) e (1,1). Per trovare il vertice {\displaystyle V} intersechiamo la parabola con una retta ortogonale all'asse della conica: poiché l'asse della parabola è una retta passante per il vertice {\displaystyle V} di direzione parallela all'autovettore relativo all'autovalore nullo (in questo caso (1,-1)), una retta ad essa parallela è senz'altro {\displaystyle x=-y}, quindi una retta ad essa ortogonale è {\displaystyle x=y}. Dall'intersezione si trovano i punti {\displaystyle A}(0,0) e {\displaystyle B}(2,2); il loro punto medio {\displaystyle M}(1,1) si trova sull'asse. L'asse è quindi la retta parallela a {\displaystyle x=-y} passante per {\displaystyle M} ed è {\displaystyle x+y=2}. Intersecando ora l'asse con la parabola troviamo il vertice: {\displaystyle V(1/2,3/2)}. Traslando in modo che {\displaystyle V} sia centrato sull'origine:
{\displaystyle \left\{{\begin{matrix}{\tilde {x}}=x-{\frac {1}{2}}\\{\tilde {y}}=y-{\frac {3}{2}}\end{matrix}}\right.}
l'equazione diventa:
{\displaystyle ({\tilde {x}}+{\tilde {y}})^{2}-4{\tilde {x}}+4{\tilde {y}}=0}
La matrice {\displaystyle P} è matrice di rotazione composta dai due autovettori normalizzati (autoversori):
{\displaystyle P={\begin{bmatrix}{1 \over {\sqrt {2}}}&{-1 \over {\sqrt {2}}}\\{1 \over {\sqrt {2}}}&{1 \over {\sqrt {2}}}\end{bmatrix}}=\left({\frac {1}{\sqrt {2}}}\right){\begin{bmatrix}1&-1\\1&1\end{bmatrix}}}
Poiché {\displaystyle (x,y)^{T}=P({\tilde {x}},{\tilde {y}})^{T}}, si può scrivere:
{\displaystyle \left\{{\begin{matrix}x={\frac {1}{\sqrt {2}}}({\tilde {x}}-{\tilde {y}})\\y={\frac {1}{\sqrt {2}}}({\tilde {x}}+{\tilde {y}})\end{matrix}}\right.}
Andando a sostituire otteniamo la forma canonica {\displaystyle 2{\sqrt {2}}X=Y^{2}}, con fuoco {\displaystyle F\left({\frac {\sqrt {2}}{2}},0\right)} e direttrice {\displaystyle d:x=-{\frac {\sqrt {2}}{2}}}